# Мамин синок (фільм, 1916)
Діти матерів (англ. Mother's Child) — американська короткометражна кінокомедія режисера Олівера Харді 1916 року.

## У ролях
- Олівер Харді — Немовля
- Кейт Прайс — його мати
- Джо Коен — Том
- Флоренс МакЛафлін — Флоренс